# 戸多村
戸多村（とだむら）は茨城県那珂郡にかつて存在した村である。

## 地理
- 現在の那珂市の西部に位置する。
- 那珂川の北岸に位置する

## 歴史

### 村域の変遷
- 1889年（明治22年）4月1日 - 町村制施行に伴い、下江戸村・田崎村・太内村・戸村が合併し那珂郡戸多村が発足。
- 1955年（昭和30年）3月31日 - 菅谷町・五台村・芳野村・神崎村・額田村・木崎村と合併し那珂町が発足。同日戸多村廃止。

変遷表
| 1868年 以前 | 1868年 以前 | 明治22年 4月1日 | 昭和30年 3月31日 | 平成17年 1月21日 | 現在   |
| ----------- | ----------- | --------------- | ---------------- | ---------------- | ------ |
|             | 下江戸村    | 戸多村          | 那珂町           | 市制             | 那珂市 |
|             | 田崎村      | 戸多村          | 那珂町           | 市制             | 那珂市 |
|             | 太内村      | 戸多村          | 那珂町           | 市制             | 那珂市 |
|             | 戸村        | 戸多村          | 那珂町           | 市制             | 那珂市 |

## 人口・世帯

### 人口
総数 [単位： 人]
| 1891年（明治24年） | 2,132 |
| 1920年（大正 9年） | 2,493 |
| 1935年（昭和10年） | 2,698 |
| 1950年（昭和25年） | 3,366 |

### 世帯
総数 [単位： 世帯]
| 1920年（大正 9年） | 507 |
| 1935年（昭和10年） | 512 |
| 1950年（昭和25年） | 613 |

## 交通

### 道路
- 二級国道
  - 国道118号